# Политические риски
Полити́ческий риск — тип риска, с которым сталкиваются инвесторы, корпорации и правительства в связи с влиянием политических решений, событий или условий на прибыльность бизнеса или ожидаемую доходность некоторого хозяйственного решения.

## Определение
Исторически термин имел множество различных значений. В настоящее время под политическим риском понимают «риск стратегических, финансовых или кадровых потерь хозяйствующего субъекта из-за таких нерыночных факторов, как макроэкономическая и социальная политика (фискальная, денежно-кредитная, торговая, инвестиционная, промышленная, трудовая и др.) или события, связанные с политической нестабильностью (терроризм, беспорядки, перевороты, гражданская война революция и др.)» С такими рисками сталкиваются как прямые, так и портфельные инвесторы.
Низкий уровень политического риска в данной стране необязательно связан с высокой степенью политической свободы. Так, некоторые из наиболее стабильных государств являются наиболее авторитарными.
Различают макро- и микроуровневые политические риски. Политические риски на макроуровне оказывают одинаковое влияние на всех иностранных игроков в данном регионе. Хотя они включены в анализ странового риска, было бы неправильно приравнивать анализ политического риска на макроуровне к страновому риску, поскольку страновой риск рассматривает только риски национального уровня, а также включает финансовые и экономические риски. Риски микроуровня сосредоточены на отраслевых, фирменных или проектных рисках.

## Макроуровень
Политический риск на макроуровне рассматривает риски, не связанные с конкретным проектом. Макрополитические риски затрагивают всех участников рынка в данной стране. Этот вид рисков включает валютные действия правительства, изменения в нормативных актах, суверенные кредитные дефолты, повсеместную коррупцию, объявления войны и изменения в составе правительства. Эти события создают риски как для портфельных инвестиций, так и для прямых иностранных инвестиций.
Исследования показали, что показатели риска макроуровня можно количественно оценить и смоделировать, как и другие виды риска. Например, Eurasia Group составляет индекс политического риска, который включает в себя четыре отдельные категории риска при расчете политической стабильности на макроуровне. Этот глобальный индекс политических рисков можно найти в таких изданиях, как The Economist. Другие компании, публикующие оценки политических рисков на макроуровне, включают Economist Intelligence Unit, DaMina Advisors, iStrategic LLC, IHS Markit, Jane’s и The PRS Group, Inc.

## Микроуровень
Политические риски микроуровня — это риски, характерные для данного проекта. В дополнение к макрополитическим рискам компании должны обращать внимание на отрасль и относительный вклад своих фирм в местную экономику. Микрополитические риски для местного бизнеса меньше, чем для международных организаций, действующих в стране.
Политический риск также характерен для принятия решений по правительственным проектам. Анализ политического риска такого типа требует глубокого понимания политики всех стран, имеющих отношение к данному проекту.

## Геополитический риск
Политический риск, связанный с отношениями в области международной политики называется геополитическим риском. Геополитический риск состоит из возможных угроз, возникающих в результате конкуренции между государствами за природные ресурсы, рынки, а также стратегические торговые пути.
Геополитические риски, такие как войны, террористические акты, военные операции или дипломатические конфликты вызывают серьёзную озабоченность у бизнеса, участников финансового рынка, средств массовой информации и политиков.

## Виды рисков
Специалисты выделяют следующие виды политических рисков для бизнеса:
Геополитика
Войны между государствами, смена политического курса мировых держав, многосторонние экономические санкции,
а также интервенции.
Внутренние конфликты
Общественные беспорядки, межэтнические конфликты, миграции, национализм, сепаратизм, федерализм,
гражданские войны, перевороты и революции.
Законы, правила, нормативные акты
Изменения в области регулирования вопросов иностранной собственности, налогообложения, охраны окружающей
среды, пересмотр законодательства.
Разрыв контракта
Отказ правительства от выполнения заключенных договоров, в том числе экспроприация и политически мотивированные, невыплаты по кредитам и займам.
Коррупция
Дискриминационное налогообложение и система взяточничества.
Экстерриториальные действия
Односторонние санкции, уголовные расследования и разбирательства.
Манипулирование природными ресурсами
Политически мотивированные изменения в поставках энергии и редких полезных ископаемых.
Общественный активизм
События или мнения, которые становятся вирусными, способствуя совместным действиям.
Терроризм
Политически мотивированные угрозы или насилие в отношении людей и имущества.
Киберугрозы
Кража или уничтожение интеллектуальной собственности; шпионаж; вымогательство; широкомасштабные диверсии
в отношении компаний, отраслей, правительственных и общественных организаций.